# Liponeura nevadensis
Liponeura nevadensis is een muggensoort uit de familie van de Blephariceridae. De wetenschappelijke naam van de soort is voor het eerst geldig gepubliceerd in 1978 door Zwick.